# Peter Clemenza
Peter Clemenza – postać fikcyjna z serii Ojciec Chrzestny.
Clemenza odkąd go znamy był otyłym mężczyzną, lecz o pogodnym usposobieniu. Urodził się w roku 1887 W latach 20 wprowadził Vita Corleone w branżę kradzieży kieszonkowej. Był bardzo przywiązany do imigrantów z Włoch, gdyż sam był jednym z nich. Tym samym po zabójstwie Don Fanucciego stał się pierwszym caporegime rodziny Corleone. Był przywiązany do dzieci Vita, w szczególności do Santina, z którym ściśle współpracował oraz do 
Michaela, który wspomina w powieści, iż gdy był mały, Clemenza kupował mu cukierki. Jego podopiecznymi byli Paulie Gatto i Rocco Lampone. Paulie Gatto został później zabity za zdradę przez Rocco Lampone'a, który zajął miejsce Pauliego, a w przyszłości zajął miejsce Clemenzy jako caporegime. W czasie chrztu syna Connie Corleone i Carla Rizziego zamordował w windzie Victora Stracciego, dona wrogiej rodziny. Za życia Vita planował odłączenie się od rodziny i założenie własnej wraz z Tessiem, lecz swoje plany zrealizował sam, gdyż Tessio został zabity za zdradę. Przejął wówczas tereny rodziny Corleone w Nowym Yorku i odkupił dom Michaela. Szybko jednak popadł w konflikt z rywalizującą rodziną braci Rosato. Chociaż oficjalnie Clemenza zmarł na atak serca, jego następca Frank Pentangeli twierdzi, iż padł ofiarą rodziny Rosato. 
W filmie Ojciec chrzestny jego postać odegrał Richard S. Castellano, a w filmie Ojciec chrzestny II młodego Clemenzę zagrał Bruno Kirby.
Zobacz też: Rodzina Corleone